# Barycz (powiat pabianicki)
Barycz – wieś w Polsce położona w województwie łódzkim, w powiecie pabianickim, w gminie Dobroń, 25 km od Łodzi, 12 km od Pabianic, 6 km od Łasku.

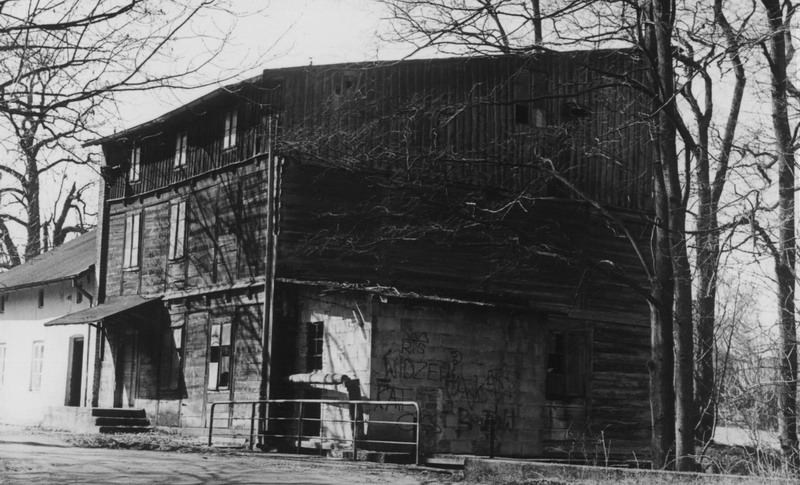
Młyn wodny w Baryczy z lat 20. XX wieku

W latach 1954–1957 wieś należała i była siedzibą władz gromady Barycz, po jej zniesieniu w gromadzie Wiewiórczyn. W latach 1975–1998 miejscowość należała administracyjnie do województwa sieradzkiego.
Duża wieś letniskowa znana już w XV wieku. Położona wśród pięknych sosnowych lasów nad Grabią, która toczy najczystsze w środkowej Polsce wody. Istniał tu nieczynny młyn wodny, który spłonął w 2018. Obok niewielki zbiornik retencyjny służący przede wszystkim wędkarzom i nawodnieniu okolicznych łąk. Kilka plaż, kąpielisko. We wsi znajduje się sklep oraz kilka zakładów rzemieślniczych pracujących dla potrzeb okolicznej ludności.
Przez wieś prowadzi  niebieski turystyczny Szlak „Osady Braci Czeskich” (65 km): Widawa (PKS) – Ruda – Chrząstawa – Faustynów – Walewice – Pożdżenice – Zelów – Zelówek – Bocianicha – Grzeszyn – Gucin – Rokitnica – Talar – Barycz – Ostrów – Łask Kolumna (PKP, PKS).